# Svart tandspindel
Svart tandspindel (Erigone atra) är en spindelart som beskrevs av John Blackwall 1833. Svart tandspindel ingår i släktet Erigone och familjen täckvävarspindlar. Arten är reproducerande i Sverige. Inga underarter finns listade i Catalogue of Life.